# Marcus Faber
Marcus Faber (nascido em 4 de fevereiro de 1984) é um político alemão. Nascido em Stendal, Saxónia-Anhalt, ele representa o Partido Democrático Livre (FDP). Marcus Faber é membro do Bundestag do estado da Saxónia-Anhalt desde 2017.

## Política
Nas eleições federais de 2017, Faber concorreu à eleição no círculo eleitoral de Altmark e foi eleito para o Bundestag alemão através da lista de estados do FDP. Como membro do Bundestag, ele é membro do comité de defesa.